# Journal of Vacuum Science & Technology B
Journal of Vacuum Science & Technology B: Microelectronics and Nanometer Structures) is een internationaal, aan collegiale toetsing onderworpen wetenschappelijk tijdschrift op het gebied van de natuurkunde.
De naam wordt in literatuurverwijzingen meestal afgekort tot J. Vac. Sci. Technol. B.
Het wordt uitgegeven door het American Institute of Physics namens de American Vacuum Society en verschijnt tweemaandelijks.
Het eerste nummer verscheen in 1991.